# Носенко, Игорь Николаевич
Игорь Николаевич (Иванович) Носенко (13 апреля 1924, Симферополь — 10 апреля 1944, Красный, Крымская АССР) — советский патриот, руководитель подпольной группы «Центр», действовавшей в период немецко-румынской оккупации Симферополя в 1942—1944 годах. Расстрелян оккупантами в концлагере Красный.

## Биография
Родился 13 апреля 1924 года в Симферополе. На начало оккупации Крыма Игорю было 17 лет. Носенко стал одним из руководителей (вторым был Владимир Дацун) комсомольской группы крымского подполья «Центр», названной так потому, что большинство участников группы жили в центральной части Симферополя. В городе стихийно стали возникать молодёжные группы. Возраст их участников был 16-20 лет. Группа Носенко-Дацуна сложилась в декабре 1941 году и занималась, в основном, пропагандой. Члены группы комсомольцы Л. Г. Тарабукин, В. В. Дацун, В. Я. Иванов собрали радиоприемник, принимали сводки Совинформбюро, переписывали их от руки и распространяли в городе. Из их листовки симферопольцы узнали новость о разгроме фашистских войск под Москвой. Несмотря на отсутствие опыта и знаний конспирации, группа действовала продолжительное время. Игорь Носенко был арестован весной 1944 года, отправлен вместе с другими подпольщиками в концлагерь на месте бывшего совхоза «Красный» под Симферополем. Расстрелян 10 апреля 1944 года, за три дня до освобождения Симферополя.

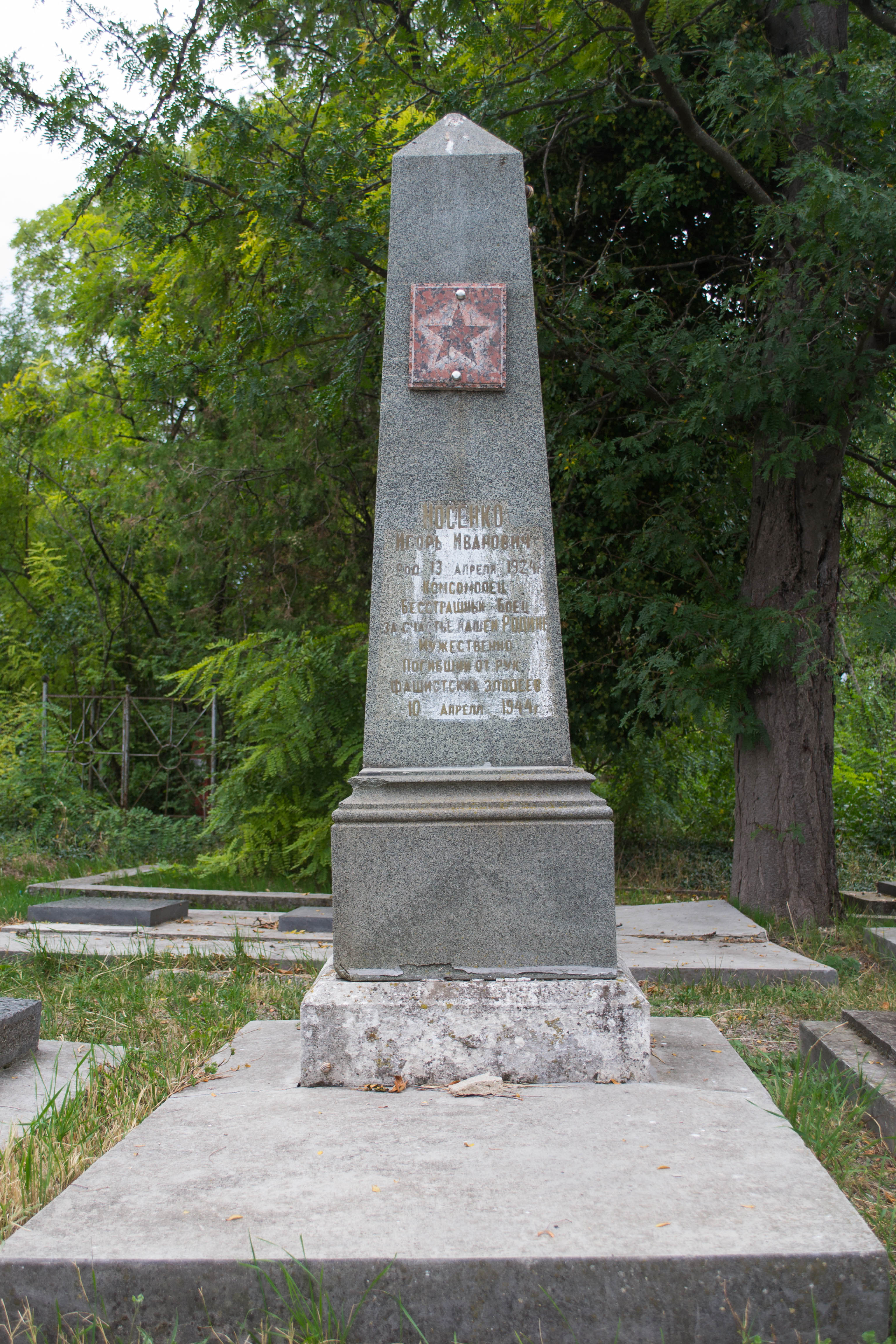
Могила подпольщика И. И. Носенко

В Государственном архиве Республики Крым хранится заявление В. Е. Носенко: «В Комиссию по расследованию злодеяний и ущерба, причиненного немецко-фашистскими захватчиками».
От гр-ки Носенко Веры Ефимовны, проживающей по улице Карла Либкнехта, 22 в г. Симферополе.
Мой сын 20-ти лет Игорь Носенко 10 апреля 1944 г. был расстрелян немецко-фашистскими палачами за то, что он был подлинно русским человеком, комсомольцем, безгранично любящим свою Родину. После обыска при жизни моего сына был найден его дневник, в котором отражались все его настроения, вся ненависть к пришедшему в его страну, в его город, врагу. 3 раза он сидел в гестапо, откуда его два раза выпускали (в первый раз он был забран по доносу Кольцова Владимира). В 3-й раз Игорь больше из гестапо не вышел. В производимых раскопках 25 апреля я обнаружила труп своего сына в Дубках, который был сильно обезображен, со связанными назад руками железной проволокой. (Копию дневника Игоря прилагаю, подлинник хранится у меня). Прошу Комиссию по расследованию включить в счет всех злодеяний немецких палачей ещё одну жертву — мирного советского гражданина Игоря Носенко. 14/VII/44. В. Носенко.
Позднее перезахоронен на Старорусском кладбище Симферополя.

## Память
- Могила подпольщика И. Н. Носенко ныне ОКН регионального значения  Объект культурного наследия народов РФ регионального значения. Рег. № 911710884130005 (ЕГРОКН). Мемориальная надпись «НОСЕНКО Игорь Иванович (13 апреля 1924 г. — 10 апреля 1944 г.) Комсомолец. Бесстрашный боец за счастье нашей Родины, мужественно погибший от рук нацистских злодеев»

- В память о Игоре Носенко 11 ноября 1966 года была названа улица в Киевском районе Симферополя[4].